# えいごで旅する リトル・チャロ
『えいごで旅する リトル・チャロ』（えいごでたびする リトル・チャロ）は、2011年1月20日に任天堂より発売されたニンテンドーDS用ゲームソフトである。

## 概要
NHKで放送された英会話テレビアニメ『リトル・チャロ』第1シリーズ（2008年4月 - 2009年3月）をベースとしたアドベンチャーゲームおよび英会話学習ソフトで、全編フルボイスで収録されているほか、字幕（英語・日本語・オフ）の切替え機能が付いている。セリフ数はテレビ版の4,800から約18,000に増えている。
ストーリーの途中にはミニゲームやパズル、クイズが挿入されており、クリアすると得られるポイント等で本作オリジナルのボーナスストーリーを見ることが出来る。選択肢を誤ってもゲームオーバーにならず、選択肢の少し前に遡る。

## かくにんノート
英語の学習機能としてセリフを振り返るモード。
- 聞き流しモード（音声の自動再生）
- お役立ちフレーズ（英語表現をピックアップする）